# Busserolles
Busserolles – miejscowość i gmina we Francji, w regionie Nowa Akwitania, w departamencie Dordogne.
Według danych na rok 1990 gminę zamieszkiwało 569 osób, a gęstość zaludnienia wynosiła 18 osób/km² (wśród 2290 gmin Akwitanii Busserolles plasuje się na 664. miejscu pod względem liczby ludności, natomiast pod względem powierzchni na miejscu 260.).